# Club Deportivo Laguna (Laguna de Duero)
El Club Deportivo Laguna es un club de fútbol de la ciudad de Laguna de Duero (Valladolid) España. Fue fundado en 1963 y juega en Tercera RFEF.
El equipo juega como local desde su fundación en el Estadio La Laguna. Los colores que identifican al club son el rojo y el negro, utilizados en forma de rayas verticales en su uniforme titular desde su fundación. Cuenta en su palmarés con dos ligas de Tercera división, logradas en el grupo VIII, grupo en la que participan todas las provincias de Castilla y León en las temporadas 1993-94 y 1995-96.

## Historia
El Club Deportivo Laguna se funda en 1959 y por historial es uno de los clubes más importantes de la provincia de Valladolid. En la temporada 1981-82 debuta en Tercera División acabando en un gran octavo puesto, pero al año siguiente perdería la categoría que volvería a recuperar en 1986, aunque de nuevo solamente aguanta dos años en Tercera División. En 1992 el equipo regresa a Tercera División y comienza la etapa más brillante en la historia con dos campeonatos del Grupo VIII, en las temporadas 1993-94 y 1995-96, logrando jugar la promoción de ascenso a Segunda División B quedando en tercera posición los dos años no logrando el ascenso de categoría.
Debido a los problemas económicos del Real Burgos, que fue descendido administrativamente a Tercera División tras la finalización de la temporada 93-94, su puesto en Segunda División B le fue ofrecido al C.D. Laguna, renunciando en beneficio de la Sociedad Deportiva Hullera Vasco-Leonesa, que ocupó el puesto en Segunda B gracias también a la renuncia al ascenso administrativo del Club Deportivo Salmantino. Además logró dos títulos del Trofeo Diputación de Valladolid así como varios subcampeonatos.
En la temporada 2001-02 el club desciende de nuevo a Primera regional donde permanecerá cuatro temporadas, hasta la 2005-06 en la que logra el subcampeonato liguero de Primera regional logrando su cuarto ascenso a Tercera División. La irregular temporada 2007-08, con dimisión del entrenador Fernando Sánchez Cipitria, y el posterior fichaje de Curro Añibarro que pese a sus buenos resultados (incluso acabando la temporada fuera de los puestos de descenso), no pudo evitar que los arrastres de equipos descendidos de Segunda B acabasen con el equipo una vez más en Primera regional. En esta misma temporada ganaría la fase autonómica de la Copa Federación.
En el verano de 2012 el primer equipo, aún en Primera Regional, anuncia que renuncia a su plaza y deja de competir debido a la falta de recursos económicos. La estructura del club y sus categorías inferiores se mantienen. Sin embargo, un año después en la temporada 2013/14 retoma la competición, comenzando en la Segunda División Provincial de Valladolid, logrando el ascenso a Primera División Provincial entrenados por Pedro del Barrio Sánchez, batiendo récords de goles a favor, partidos ganados y puntos conseguidos.
En la temporada 2014/15 y de nuevo de la mano de Pedro del Barrio Sánchez, consiguen el ascenso a Regional Preferente batiendo el récord de puntos conseguidos en la categoría. Dos ascensos consecutivos que sitúan al CD Laguna donde debió estar antes de renunciar a esta categoría.
En la temporada 2016/17 de la mano de Alberto García desciende de nuevo a categoría Provincial, categoría en la que estará dos temporadas tras proclamarse campeón en la temporada 2018-19.
La temporada 2019-20 se suspendió en la jornada 24 por la COVID-19 acabando el equipo 13º.
En enero de 2024, el exjugador del Atlético de Madrid B y actual jugador de la Kings League, Víctor Mongil, es acusado por la actual directiva de conspirar para asestar un "golpe de estado en toda regla" En declaraciones al medio Subvención al Día, el actual Presidente del CD Laguna, Luis Ausocua ha manifestado su indignación ante las actuaciones de Mongil, calificándolo como «sucio y mezquino, y una persona que actúa por la espalda»

## Uniforme
- Uniforme titular: Camiseta a rayas rojas y negras, pantalón negro, medias negras.

- Uniforme alternativo: Camiseta amarilla, pantalón negro y medias negras.

|

## Estadio
El CD Laguna juega sus partidos como local en el Estadio Municipal de La Laguna, en Laguna de Duero, (Valladolid), con capacidad para 3.500 espectadores. Es de césped natural.

## Palmarés

### Torneos nacionales
- 2 ligas de Tercera División: 1993-94 y 1995-96.

| Títulos oficiales                          | Nacionales  | Nacionales | Nacionales | Nacionales | Nacionales | Nacionales | Total |  |   |
| ------------------------------------------ | ----------- | ---------- | ---------- | ---------- | ---------- | ---------- | ----- |  | - |
| Títulos oficiales                          | C.D. Laguna |            |            |            | 2          |            | Total |  | 2 |
| Datos actualizados a 30 de agosto de 2020. |             |            |            |            |            |            |       |  |   |

### Torneos regionales
- 2 Trofeo Diputación de Valladolid: 1994, 1995.

## Datos del club
- Temporadas en 1.ª: 0
- Temporadas en 2.ª: 0
- Temporadas en 2ªB: 0
- Temporadas en 3.ª: 16
  - Mejor puesto en la liga: 1º (1993-94 y 1995-96)
  - Peor puesto en la liga: 20.ª (2001-02)
- Puesto actual clasificación histórica 3ª división de España: 396

## Organigrama deportivo

### Plantilla y cuerpo técnico
- Como exigen las normas de la RFEF desde la temporada 2019-20 en 2ªB y desde la 2020-21 para 3.ª, los jugadores de la primera plantilla deberán llevar los dorsales del 1 al 22, reservándose los números 1 y 13 para los porteros y el 25 para un eventual tercer portero. Los dorsales 23, 24 y del 26 en adelante serán para los futbolistas del filial, y también serán fijos y nominales.[2]
- En 1.ª y 2.ª desde la temporada 1995-96 los jugadores con dorsales superiores al 25 son, a todos los efectos, jugadores del filial y como tales, podrán compaginar partidos con el primer y segundo equipo. Como exigen las normas de la LaLiga, los jugadores de la primera plantilla deberán llevar los dorsales del 1 al 25. Del 26 en adelante serán jugadores del equipo filial.
- La lista incluye sólo la principal nacionalidad de cada jugador. Algunos de los jugadores no europeos tienen doble nacionalidad de algún país de la UE:

Leyenda
- Canterano:
- Pasaporte europeo:
- Extracomunitario sin restricción:
- Extracomunitario:
- Formación:

## Últimas temporadas
```
REFERENCIA:
[
3
]
```

| Temporada | Categoría          | P.J. | P.G. | P.E. | P.P. | G.F. | G.C. | Puntos | Puesto |
| --------- | ------------------ | ---- | ---- | ---- | ---- | ---- | ---- | ------ | ------ |
| 1980-81   | Primera regional   |      |      |      |      |      |      |        | º      |
| 1981-82   | Tercera División   | 38   | 15   | 8    | 15   | 52   | 59   | 38     | 8º     |
| 1982-83   | Tercera División   | 38   | 7    | 7    | 24   | 39   | 85   | 21     | 19º    |
| 1983-84   | Primera regional   |      |      |      |      |      |      |        | º      |
| 1984-85   | Primera regional   |      |      |      |      |      |      |        | º      |
| 1985-86   | Primera regional   |      |      |      |      |      |      |        | º      |
| 1986-87   | Tercera División   | 40   | 10   | 10   | 20   | 47   | 71   | 30     | 17º    |
| 1987-88   | Tercera División   | 42   | 10   | 10   | 22   | 40   | 78   | 30     | 19º    |
| 1988-89   | Primera regional   |      |      |      |      |      |      |        | º      |
| 1989-90   | Primera regional   |      |      |      |      |      |      |        | º      |
| 1990-91   | Primera regional   |      |      |      |      |      |      |        | º      |
| 1991-92   | Primera regional   |      |      |      |      |      |      |        | º      |
| 1992-93   | Tercera División   | 38   | 22   | 7    | 9    | 59   | 42   | 51     | 2º     |
| 1993-94   | Tercera División   | 38   | 21   | 12   | 5    | 68   | 28   | 54     | 1º     |
| 1994-95   | Tercera División   | 36   | 19   | 8    | 9    | 63   | 29   | 46     | 5º     |
| 1995-96   | Tercera División   | 40   | 22   | 11   | 7    | 68   | 34   | 77     | 1º     |
| 1996-97   | Tercera División   | 36   | 13   | 8    | 15   | 40   | 46   | 47     | 11º    |
| 1997-98   | Tercera División   | 38   | 12   | 13   | 13   | 34   | 29   | 49     | 9º     |
| 1998-99   | Tercera División   | 38   | 9    | 12   | 17   | 39   | 49   | 39     | 16º    |
| 1999-00   | Tercera División   | 38   | 14   | 12   | 12   | 55   | 44   | 54     | 10º    |
| 2000-01   | Tercera División   | 38   | 12   | 12   | 14   | 50   | 61   | 48     | 14º    |
| 2001-02   | Tercera División   | 38   | 4    | 7    | 27   | 24   | 79   | 19     | 20º    |
| 2002-03   | Primera regional   | 34   | 15   | 11   | 8    | 43   | 38   | 56     | 6º     |
| 2003-04   | Primera regional   | 34   | 12   | 11   | 11   | 53   | 37   | 47     | 8º     |
| 2004-05   | Primera regional   | 34   | 21   | 4    | 9    | 58   | 33   | 67     | 3º     |
| 2005-06   | Primera regional   | 34   | 23   | 4    | 7    | 88   | 40   | 73     | 2º     |
| 2006-07   | Tercera División   | 38   | 14   | 13   | 11   | 49   | 40   | 55     | 10º    |
| 2007-08   | Tercera División   | 38   | 8    | 14   | 16   | 36   | 57   | 38     | 17º    |
| 2008-09   | Primera regional   | 33   | 20   | 7    | 6    | 56   | 35   | 67     | 3º     |
| 2009-10   | Primera regional   | 34   | 14   | 5    | 15   | 58   | 52   | 47     | 7º     |
| 2010-11   | Primera regional   | 34   | 14   | 8    | 12   | 50   | 37   | 50     | 6º     |
| 2011-12   | Primera regional   | 34   | 16   | 8    | 10   | 53   | 26   | 56     | 3º     |
| 2012-13   | No compite         |      |      |      |      |      |      |        |        |
| 2013-14   | Segunda Provincial | 24   | 21   | 2    | 1    | 124  | 15   | 65     | 1 º    |
| 2014-15   | Primera Provincial | 30   | 25   | 4    | 1    | 82   | 19   | 79     | 1º     |
| 2015-16   | Primera regional   | 34   | 10   | 9    | 15   | 52   | 59   | 39     | 13º    |
| 2016-17   | Primera regional   | 34   | 12   | 3    | 19   | 50   | 67   | 39     | 15º    |
| 2017-18   | Primera Provincial | 30   | 8    | 11   | 11   | 41   | 46   | 35     | 13º    |
| 2018-19   | Primera Provincial | 30   | 20   | 7    | 3    | 89   | 34   | 67     | 1º     |
| 2019-20   | Primera regional   | 24   | 9    | 4    | 11   | 36   | 45   | 31     | 13º *  |
| 2020-21   | Primera regional   | 18   | 11   | 3    | 4    | 35   | 20   | 36     | 3°     |
| 2021-22   | Primera regional   | 32   | 13   | 9    | 10   | 53   | 45   | 48     | 8º     |
| 2022-23   | Primera regional   | 33   | 22   | 6    | 5    | 63   | 29   | 72     | 1º     |
| 2023-24   | Tercera Federación | 34   | 8    | 5    | 21   | 27   | 57   | 29     | 16º    |
| 2024-25   | Tercera Federación |      |      |      |      |      |      |        | º      |
|           |                    |      |      |      |      |      |      |        |        |

Leyenda
 :Ascenso de categoría
 :Descenso de categoría
 :Descenso administrativo
 :Retirado de la competición
(*) Temporada suspendida en la jornada 24 por la COVID-19

### EstadísticasTercera División
| Torneo                  | P.J. | PUNTOS | P.G. | P.E. | P.P. | G.F. | G.C. | D.G. |
| ----------------------- | ---- | ------ | ---- | ---- | ---- | ---- | ---- | ---- |
| Partidos en casa        | ?    | ?      | ?    | ?    | ?    | ?    | ?    | ?    |
| Partidos como visitante | ?    | ?      | ?    | ?    | ?    | ?    | ?    | ?    |
| Total                   | 612  | 698    | 213  | 163  | 236  | 763  | 830  | -67  |

### Promoción ascenso a2.ªB(1992-93)
Grupo A1
Equipos:
| - C.F. Fuenlabrada (1º del Grupo VII ) - C.D. Laguna (2º del Grupo VIII ) | - U.P. Langreo (3º del Grupo II ) - Villalonga F.C. (4º del Grupo I ) |

Resultados:
Clasificación:
|    |                  | Pts | J | G | E | P | GF | GC | DG |
| -- | ---------------- | --- | - | - | - | - | -- | -- | -- |
| 1. | U.P. Langreo     | 8   | 6 | 3 | 2 | 1 | 7  | 5  | +2 |
| 2. | Villalonga F.C.  | 6   | 6 | 3 | 0 | 3 | 10 | 7  | +3 |
| 3. | C.F. Fuenlabrada | 6   | 6 | 2 | 2 | 2 | 8  | 9  | -1 |
| 4. | C.D. Laguna      | 4   | 6 | 1 | 2 | 3 | 6  | 10 | -4 |

### Promoción ascenso a2ªB(1993-94)
Grupo A4
Equipos:
| - C.D. Laguna (1º del Grupo VIII ) - C. Siero (2º del Grupo II ) | - C.D. Colonia Moscardó (3º del Grupo VII ) - Viveiro C.F. (4º del Grupo I ) |

Resultados:
Clasificación:
|    |                       | Pts | J | G | E | P | GF | GC | DG |
| -- | --------------------- | --- | - | - | - | - | -- | -- | -- |
| 1. | C.D. Colonia Moscardó | 8   | 6 | 3 | 2 | 1 | 9  | 4  | +5 |
| 2. | C. Siero              | 7   | 6 | 3 | 1 | 2 | 6  | 6  | 0  |
| 3. | C.D. Laguna           | 5   | 6 | 2 | 1 | 3 | 8  | 10 | -2 |
| 4. | Viveiro C.F.          | 4   | 6 | 1 | 2 | 3 | 6  | 9  | -3 |

### Promoción ascenso a2ªB(1995-96)
Grupo A4
Equipos:
| - C.D. Laguna (1º del Grupo VIII ) - A.D. Orcasitas (2º del Grupo VII ) | - C. Marino de Luanco (3º del Grupo II ) - C.D. Lalín (4º del Grupo I ) |

Resultados:
Clasificación:
|    |                     | Pts | J | G | E | P | GF | GC | DG  |
| -- | ------------------- | --- | - | - | - | - | -- | -- | --- |
| 1. | C. Marino de Luanco | 13  | 6 | 4 | 1 | 1 | 13 | 2  | +11 |
| 2. | C.D. Lalín          | 11  | 6 | 3 | 2 | 1 | 7  | 8  | -1  |
| 3. | C.D. Laguna         | 7   | 6 | 2 | 1 | 3 | 5  | 7  | -2  |
| 4. | A.D. Orcasitas      | 2   | 6 | 0 | 2 | 4 | 3  | 11 | -8  |